# Wang Yafan
Wang Yafan (30 de Abril de 1994) é uma tenista profissional chinesa.

## WTA finais

### Duplas (1–1)
| Legenda                             |
| ----------------------------------- |
| Grand Slam (0–0)                    |
| WTA Tour (0–0)                      |
| Premier Mandatory & Premier 5 (0–0) |
| Premier (0–0)                       |
| International (1–1)                 |

| Finais por Piso |
| --------------- |
| Duro (1–1)      |
| Saibro (0–0)    |
| Grama (0–0)     |
| Carpete (0–0)   |

| Posição | N. | Data           | Torneio                                   | Piso | Parceira   | Oponentes                         | Placar           |
| ------- | -- | -------------- | ----------------------------------------- | ---- | ---------- | --------------------------------- | ---------------- |
| Vice    | 1. | 5 Janeiro 2015 | Shenzhen Open, Shenzhen, China            | Duro | Liang Chen | Lyudmyla Kichenok Nadiya Kichenok | 4–6, 6–7(6–8)    |
| Campeã  | 1. | 8 Março 2015   | BMW Malaysian Open, Kuala Lumpur, Malásia | Duro | Liang Chen | Yuliya Beygelzimer Olga Savchuk   | 4–6, 6–3, [10–4] |